# 奕毓
宗室奕毓（穆麟德轉寫：Uksun  Iioi；1783年8月15日—1853年1月3日，乾隆四十八年七月十八日未時－咸豐二年十一月二十四日丑時），字號不詳。清朝右翼近支鑲藍旗第四族宗室奕字輩，宗室奕貴佐領下人。清朝政治人物、繙譯進士。

## 生平
嘉慶十三年（1808年），由四品宗室中式繙譯舉人。
嘉慶十九年（1814年）甲戌科第一名繙譯進士。五月二十三日，奉旨以宗人府候補主事用。
道光二年（1822年）七月，考充實錄館纂修官。
四年（1824年）十二月，《大清仁宗睿皇帝實錄》告成，議敘列為一等。
八年（1828年）四月二十七日，授宗人府經歷。
十一年（1831年）五月二十七日，遷宗人府副理事官。
十四年（1834年）五月二十七日，升任宗人府理事官。八月十八日，充山海關監督。
山海關已革稅務書吏曹良玉在城開設商店，暗中包攬關稅；十五年（1835年）六月，經山海關副都統官兵盤查破獲，由牛庄海口進關的車輛裝載有六包擅自貼用牛庄稅局印封條的銀兩、一包無封條銀兩，並查獲跟車之人員朱耀武、郭效有經書曹良玉家信一封；七月，副都統孟魁覆奏曹良玉「應依監守盜倉庫錢糧例於斬罪上減二等，擬杖一百、徒三年，山海關監督宗室奕毓失於查察，應請飭下吏部照例議處」，尚未辦理結案，隨即奉上諭：「山海關近有報滿稅書曹姓包納關稅，已屬大干法紀，復私挪課銀至六千餘兩之多，尤屬不成事體，不可不嚴行查辦，著該副都統確切查明該監督曾否訊出實情，據實具奏。」經孟魁將銀七包並書信人等移送監督衙門辦理，奕毓傳喚曹良玉等人，當堂質訊，確認所載銀六千五百餘兩均係私銀，但訊問擅用封條的原故，供稱是因防範路途中的盜賊。奕毓恐曹良玉挪移課銀，便親自到稅局將曹良玉經手稅銀的數目逐款詳核，沒有虧短，但是私銀貼用封條仍然情節可疑，而人犯既是本衙門已革書吏，奕毓自認應該迴避，於是奏明將曹良玉、朱耀武等及書信碼號一併交刑部審訊，各照案例發落。十月，奕毓差滿回京呈繳所收稅銀，奉旨：「餘銀二百六十八兩著賞給奕毓。」
十六年（1836年），京察一等。
十七年（1837年），二月十五日，授光祿寺少卿。
十九年（1839年）七月二十八日，擢內閣學士兼禮部侍郎銜，充國史館清文總校官。
之前奕毓在山海關監督任滿時虧短庫銀五千兩，都有未解運的稅銀可以充抵，由山海關右翼協領德凌阿向書吏姚善權等關說挪借銀兩彌補虧空、代為承認、移交給後任；十月，姚善權之父姚思睿因抵款不齊，不甘自己賠累，具狀向副都統衙門控告，移交兵部，兵部奏請將德凌阿革職、原告姚思睿等一併解交刑部詳審，隨即審實。二十年（1840年），仍勒令姚氏將欠解稅銀迅速繳納歸款，奕毓因辦理稅務時未能核實，下部議處；五月，照例遭到降級留任。
道光二十一年（1841年）二月，仍充國史館清文總校官、充考試漢軍中書閱卷大臣。此前關於漢軍中書的定例並沒有人數不足不准考試的專條，該次由各旗送部考試共19人，臨場應試只有6人，於是奕毓偕同尚書賽尚阿擬定「見懸二缺即選取二名」奏請欽定，並請敕吏部明定章程規定「嗣後人數若干方准考試」，獲准。
二十二年（1842年），充考試滿洲教習閱卷大臣。
二十三年（1843年），充考試筆帖式閱卷大臣。九月，奉旨與和碩禮親王全齡、柏葰、連貴、宗室玉明代祭歷代帝王廟。
二十四年（1844年），充繙譯鄉試正考官。
二十六年（1846年）三月初四日，奉旨與和碩豫親王義道、覺羅德厚、斌良、宗室慶祺代祭歷代帝王廟。同月，充閱取綏遠城繙譯教習試卷大臣。九月初二日，奉旨與豫親王義道、覺羅景慶代祭歷代帝王廟。十月，充玉牒館副總裁。
二十七年（1847年）四月，受命以內閣學士稽查中書科事務。十一月初五日，升任理藩院右侍郎。
二十八年（1848年），充考試筆帖式閱卷大臣。二月，奉旨與和碩莊親王奕仁、惠豐、覺羅德厚、宗室道慶代祭歷代帝王廟。
三十年（1850年）四月，充繙譯會試副考官。同月二十四日，轉工部右侍郎兼管錢法堂事務。
此前，寶泉局、寶源局於嘉慶二十一年奏定《約束匠役章程》在監督、大使考核辦法仍有欠完備，至此五月時通政使司參議齊承彥奏請約束兩局匠役，同時刑部奏陳查辦寶源局匠役圖借官銀糾眾滋鬧一案，俱得旨「著兩局堂官妥議章程」，隨後奕毓偕同戶部右侍郎福濟等議覆並片奏：「兩局卯錢督造，係大使專責，嗣後考核請以卯錢為準。一次不如式，記過；兩次，記大過；三次，咨吏部停升，俟有一年卯錢均如式方准開復；倘至四次即撤回，仍停升一年，各項伏差俱不准保送；其三年任滿均如式，奏請甄敘，或尚須留任，引見後先換頂戴。」全都得旨允准施行。八月，以恭送孝和睿皇后冊寶禮成，賞加一級。十二月，充經筵講官。
咸豐元年（1851年）五月十六日，因修纂《大清宣宗成皇帝實錄》，充任實錄館副總裁。六月，以御門聽政時跪班錯誤，下吏部議處。七月二十八日，管理火藥局事務。閏八月，奏請飭令催促在途銅運。十月初二日，賜紫禁城騎馬。同月初九日，充國史館副總裁。十二月二十日，與彭蘊章聯名奏請飭陝西道御史認真抽查私鑄小錢。
先前奕毓在山海關監督任內，因墜馬致有腿疾，咸豐二年（1852年）因感冒而惡化，賞假休養；二月，奏請開缺調理；同月十六日，咸豐帝允准之，仍留實錄館、國史館副總裁任，並賞給二品半俸銀米，溫諭仍賚之。十一月二十四日，病卒。上諭：「前任工部侍郎宗室奕毓，由主事洊躋卿貳，勤慎辦公，克盡厥職，上年因骽疾復發，當降旨准其開缺調理、仍留實錄館及國史館副總裁、並加恩賞給二品半俸以示體恤，茲聞溘逝，軫惜殊深，著照侍郎例賜卹、賞銀五百兩治喪，由廣儲司給發，任內一切處分悉予開復，應得卹典該衙門察例具奏。」隨後賜祭葬。
咸豐六年（1856年），以《大清宣宗成皇帝實錄》告成，再賜祭一壇。

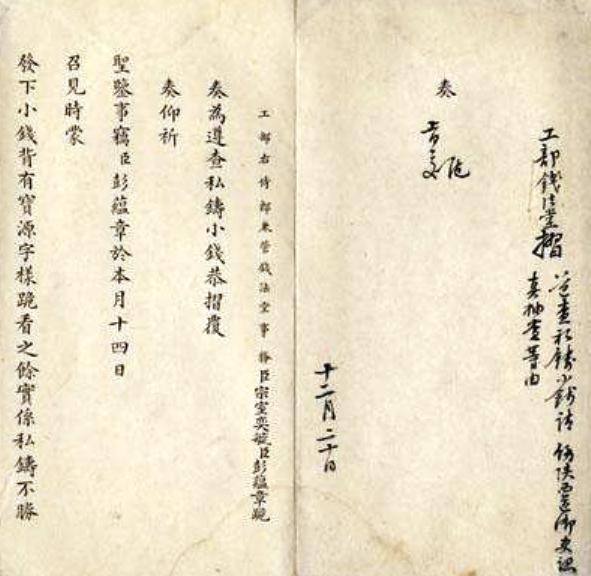
奕毓及彭蘊章聯名奏摺

## 家庭及關聯
- 高祖父：恂勤郡王允禵（1688年－1756年），大清聖祖仁皇帝第十四子，封多羅恂郡王，諡勤。
- 曾祖父：宗室弘暟（1708年－1759年），允禵第四子，官至散秩大臣、鑲藍旗漢軍都統，因病告退。
- 祖父：宗室永行（1735年－1768年），弘暟第一子，官二等侍衛。

- 父：宗室綿秋（1759年－1816年），永行第二子，官右翼近支學長。
- 母：赫舍里氏，綿秋正室，筆帖式成福之女。

- 奕毓排行第一，有弟一人：
  - 奕旁（1793年－1826年），閑散，無嗣。

### 妻妾
- 正室：瓜爾佳氏，員外郎巴尼泰之女。
- 側室：何氏，何輝之女。

### 子女
有六子。
- 長子：宗室載馨（1808年－1881年），官至大理寺少卿，無嗣。
- 次子：宗室載慶（1813年－1884年），官至內閣學士、鑲白旗漢軍副都統、專操大臣。
- 三子：宗室載英（1826年－1829年），早卒，無嗣。
- 四子：宗室載良（1847年－1849年），早卒，無嗣。
- 五子：宗室載風（1850年－1886年），官筆帖式，咸豐四年過繼予堂叔奕恩為嗣[15]。
- 六子：宗室載庚（1853年－1856年），早卒，無嗣。

### 孫兒
有六孫。
- 宗室溥昂（1847年－1904年），載慶第一子。
- 宗室溥昌（1851年－1852年），載慶第二子。
- 宗室溥來（1857年－1860年），載慶第三子，早卒，無嗣。
- 宗室溥朗（1874年－1875年），載風第一子，早卒，無嗣。
- 宗室溥涵（1876年－1901年），載風第二子，無嗣。
- 宗室溥澤（1884年－？年），載風第三子。